# 入間川清藏
入間川 清藏（いるまがわ せいぞう、天保15年（1844年）4月3日 - 昭和3年（1928年）4月12日）は、下総国葛飾郡（現在の埼玉県北葛飾郡杉戸町）出身の大相撲力士。所属は入間川部屋→錣山部屋→入間川部屋。最高位は東前頭7枚目。現役時代の体格は164cm、90kg。得意手は、寄り、蹴手繰り。引退した後は年寄専務となり、稲瀬川栄治郎、有村直吉（第11代 入間川）らを育てた。

## 略歴
- 1871年（明治4年）3月 初土俵。
- 1876年（明治9年）正月 新十両。
- 1879年（明治12年）正月 新入幕。
- 1879年（明治12年）6月 年寄入間川を現役のまま襲名。
- 1885年（明治18年）5月 引退、年寄専務となる。
- 1909年（明治42年）12月 年寄廃業。
- 1928年（昭和3年）4月12日 死去。[2]

## 主な成績
- 幕内戦績:12勝27敗14分1預17休（7場所）
- 十両戦績:43勝38敗10分3預（13場所）

## 四股名変遷
- いなり嵜 ? 1871年3月場所 - ?
- 稲瀬川 清助（いなせがわ きよすけ）1876年正月場所
- 入間川 清藏（いるまがわ せいぞう）1879年6月場所[3]